# Велоспорт на літніх Олімпійських іграх 2016 — групова шосейна гонка (чоловіки)
Групова шосейна велогонка серед чоловіків на літніх Олімпійських іграх 2016 пройшла 6 серпня у Форті Копакабана (Ріо-де-Жанейро) і була однією з 18-ти дисциплін у програмі змагань з велоспорту.

## Призери
| Золото                 | Срібло              | Бронза            |
| Грег ван Авермат (BEL) | Якоб Фульсанг (DEN) | Рафал Майка (POL) |

## Траса
Довжина траси олімпійської шосейної гонки становить 241,6 км. Гонка розпочнеться у Форті Копакабана. Далі пелотон буде рухатись на захід і, перетнувши пляжі в районах Іпанема, Барра-да-Тіжука та Резерва-де-Марапенді, досягне петлі Понтал / Грумарі завдовжки 24,8 км. Зробивши чотири круги на цій петлі (99,2 з 241,5 км), гонщики попрямують на схід по тій самій узбережній дорозі й досягнуть петлі Віста Шинеза в Гавеа завдовжки 25,7 км, де зроблять три круги (77,1 з 241,5 км). Закінчиться гонка, як і починалась, в Форті Копакабана.

## Мапи групової шосейної гонки 2016
|  |  |  |

## Учасники
В правих стовпчиках вказані країни, чиї велогонщики кваліфікувались на Олімпіаду. В лівих стовпчиках вказані спортсмени, участь яких підтвердили відповідні країни.
| Країна                         | Кількість | Спортсмен                                                                      | Пос.         |
| ------------------------------ | --------- | ------------------------------------------------------------------------------ | ------------ |
| Алжир (ALG)                    | 2         | Абдеррахман Мансурі Юсеф Регігі                                                |              |
| Аргентина (ARG)                | 3         | Даніель Діас Мелані Коста Едуардо Сепульведа                                   | [ 5 ]        |
| Австралія (AUS)                | 4         | Роан Денніс Саймон Кларк Річі Порт Скотт Бовден                                | [ 6 ] [ 7 ]  |
| Австрія (AUT)                  | 2         | Штефан Деніфль Георг Прайдлер                                                  |              |
| Азербайджан (AZE)              | 1         | Максим Аверін                                                                  |              |
| Білорусь (BLR)                 | 2         | Василь Кіриєнко Костянтин Сівцов                                               |              |
| Бельгія (BEL)                  | 5         | Філіп Жильбер Серж Паувельс Грег ван Авермат Тім Велленс Лауренс де Плюс       |              |
| Болівія (BOL)                  | 1         | Оскар Соліс                                                                    |              |
| Бразилія (BRA)                 | 2         | Мурілу Фішер Клебер Рамос                                                      | [ 8 ]        |
| Болгарія (BUL)                 | 1         | Стефан Христов                                                                 |              |
| Канада (CAN)                   | 3         | Антуан Дюшен Уго Уль Майкл Вудс                                                |              |
| Чилі (CHI)                     | 1         | Хосе Луїс Родрігес Агілар                                                      |              |
| Колумбія (COL)                 | 5         | Естебан Чавес Серхіо Енао Мігель Анхель Лопес Харлінсон Пантано Рігоберто Уран | [ 9 ] [ 10 ] |
| Коста-Рика (CRC)               | 1         | Андрей Амадор                                                                  |              |
| Хорватія (CRO)                 | 2         | Крістіян Джурасек Матія Квасина                                                |              |
| Чехія (CZE)                    | 4         | Ян Барта Леопольд Кеніг Зденек Штибар Петр Вакоч                               |              |
| Данія (DEN)                    | 3         | Якоб Фульсанг Крістофер Юуль-Єнсен Кріс Анкер Серенсен                         |              |
| Домініканська Республіка (DOM) | 1         | Дієго Мілан Хіменес                                                            |              |
| Еквадор (ECU)                  | 1         | Байрон Гуама                                                                   | [ 11 ]       |
| Еритрея (ERI)                  | 1         | Даніель Теклехаймано                                                           |              |
| Естонія (EST)                  | 2         | Танел Кангерт Рейн Таарамяе                                                    |              |
| Ефіопія (ETH)                  | 1         | Тсгабу Грмай                                                                   | [ 12 ]       |
| Франція (FRA)                  | 4         | Жюліан Алафіліпп Ромен Барде Варрен Баргіль Алексі Вієрмоз                     |              |
| Німеччина (GER)                | 4         | Емануель Бухманн Сімон Гешке Максиміліан Леві Тоні Мартін                      |              |
| Велика Британія (GBR)          | 5         | Кріс Фрум Стів Каммінгс Іен Стеннард Джерейнт Томас Адам Єйтс                  | [ 13 ]       |
| Греція (GRE)                   | 1         | Іоанніс Тамурідіс                                                              |              |
| Гватемала (GUA)                | 1         | Мануель Родас                                                                  |              |
| Гонконг (HKG)                  | 1         | Чен Кін Лок                                                                    |              |
| Іран (IRI)                     | 3         | Гадер Мізбані Арвін Моаземі Самад Пурсеєді                                     |              |
| Ірландія (IRL)                 | 2         | Ден Мартін Ніколас Роч                                                         | [ 14 ]       |
| Італія (ITA)                   | 5         | Фабіо Ару Вінченцо Нібалі Даміано Карузо Алессандро Де Маркі Дієго Роза        |              |

| Країна                           | Кількість | Спортсмен                                                                           | Пос.   |
| -------------------------------- | --------- | ----------------------------------------------------------------------------------- | ------ |
| Японія (JPN)                     | 2         | Юкія Арасіро Кохей Утіма                                                            |        |
| Казахстан (KAZ)                  | 2         | Бахтіяр Кожатаєв Андрій Зейц                                                        |        |
| Косово (KOS)                     | 1         | Кендрім Гурі                                                                        |        |
| Лаос (LAO)                       | 1         | Арія Пхунсаватх                                                                     |        |
| Латвія (LAT)                     | 2         | Сірі Будчарерн Алексєйс Сарамотінс                                                  |        |
| Литва (LTU)                      | 2         | Рамунас Навардаускас Ігнатас Коноваловас                                            |        |
| Люксембург (LUX)                 | 1         | Франк Шлек                                                                          |        |
| Марокко (MAR)                    | 3         | Анасс Аїт Ель-Абдія Суфіан Хадді Моухссіне Лахсаіні                                 |        |
| Мексика (MEX)                    | 1         | Луїс Лемус                                                                          |        |
| Намібія (NAM)                    | 1         | Ден Крейвен                                                                         |        |
| Нідерланди (NED)                 | 4         | Том Дюмулен Стівен Крейсвейк Бауке Моллема Ваут Пулс                                | [ 15 ] |
| Нова Зеландія (NZL)              | 2         | Джордж Беннетт Закарі Вільямс                                                       |        |
| Норвегія (NOR)                   | 4         | Едвальд Боассон Хаген Свен Ерік Бюстрем Вегард Стаке Ланген Ларс Петтер Нордхауг    |        |
| Польща (POL)                     | 4         | Мацей Боднар Міхал Голась Міхал Квятковський Рафал Майка                            |        |
| Португалія (POR)                 | 4         | Андре Кардосо Руй Кошта Хосе Коста Мендес Нелсон Олівейра                           |        |
| Пуерто-Рико (PUR)                | 1         | Браян Бабілонія                                                                     |        |
| Румунія (ROU)                    | 1         | Сергій Цвєтков                                                                      |        |
| Росія (RUS)                      | 3         | Сергій Чернецький Олексій Курбатов Павло Кочетков                                   |        |
| Руанда (RWA)                     | 1         | Адрієн Ніоншуті                                                                     |        |
| Сербія (SRB)                     | 1         | Іван Стевіч                                                                         |        |
| Словаччина (SVK)                 | 1         | Патрік Тібор                                                                        |        |
| Словенія (SLO)                   | 4         | Матей Могоріч Ян Поланц Прімож Рогліч Симон Шпілак                                  |        |
| ПАР (RSA)                        | 2         | Деріл Імпі Луїс Мейнтджес                                                           |        |
| Південна Корея (KOR)             | 2         | Кім Ок Чхоль Со Чун Йон                                                             |        |
| Іспанія (ESP)                    | 5         | Джонатан Кастровьєхо Іманоль Ервіті Йон Ісагірре Хоакім Родрігес Алехандро Валверде |        |
| Швейцарія (SUI)                  | 4         | Мікаель Альбазіні Фаб'ян Канчеллара Стів Морабіто Себастьєн Райхенбах               | [ 16 ] |
| Туніс (TUN)                      | 1         | Алі Нусрі                                                                           |        |
| Туреччина (TUR)                  | 2         | Ахмет Оркен Онур Балкан                                                             |        |
| Україна (UKR)                    | 3         | Андрій Грівко Денис Костюк Андрій Хрипта                                            |        |
| Об'єднані Арабські Емірати (UAE) | 1         | Юсіф Мірза                                                                          |        |
| США (USA)                        | 2         | Брент Букволтер Тейлор Фінні                                                        |        |
| Венесуела (VEN)                  | 2         | Мігель Убето Хонатан Монсальве                                                      |        |

Перевищення часової межі (OTL)Згідно з правилами Міжнародного союзу велосипедистів (UCI) для одноденних шосейних гонок (стаття 2.3.039), «Для будь-якого велогонщика, що перевищив час переможця більш як на 5 % місце у фінальному протоколі не зазначається».

## Результати
| Місце                    | Спортсмен                  | Час        |
| ------------------------ | -------------------------- | ---------- |
| 1                        | Грег ван Авермат (BEL)     | 6h 10' 05" |
| 2                        | Якоб Фульсанг (DEN)        | т.с.ч.     |
| 3                        | Рафал Майка (POL)          | + 5"       |
| 4                        | Жюліан Алафіліпп (FRA)     | + 22"      |
| 5                        | Хоакім Родрігес (ESP)      | т.с.ч.     |
| 6                        | Фабіо Ару (ITA)            | т.с.ч.     |
| 7                        | Луїс Мейнтджес (RSA)       | т.с.ч.     |
| 8                        | Андрій Зейц (KAZ)          | + 25"      |
| 9                        | Танел Кангерт (EST)        | + 1' 47"   |
| 10                       | Руй Кошта (POR)            | + 2' 29"   |
| 11                       | Джерейнт Томас (GBR)       | т.с.ч.     |
| 12                       | Кріс Фрум (GBR)            | + 2' 58"   |
| 13                       | Ден Мартін (IRL)           | т.с.ч.     |
| 14                       | Емануель Бухманн (GER)     | т.с.ч.     |
| 15                       | Адам Єйтс (GBR)            | + 3' 03"   |
| 16                       | Брент Букволтер (USA)      | + 3' 31"   |
| 17                       | Бауке Моллема (NED)        | т.с.ч.     |
| 18                       | Крістіян Джурасек (CRO)    | т.с.ч.     |
| 19                       | Себастьєн Райхенбах (SUI)  | т.с.ч.     |
| 20                       | Франк Шлек (LUX)           | т.с.ч.     |
| 21                       | Естебан Чавес (COL)        | + 3' 34"   |
| 22                       | Серж Паувельс (BEL)        | + 6' 12"   |
| 23                       | Алексі Вієрмоз (FRA)       | т.с.ч.     |
| 24                       | Ромен Барде (FRA)          | т.с.ч.     |
| 25                       | Simon Clarke (AUS)         | т.с.ч.     |
| 26                       | Прімож Рогліч (SLO)        | + 9' 38"   |
| 27                       | Юкія Арасіро (JPN)         | т.с.ч.     |
| 28                       | Деріл Імпі (RSA)           | т.с.ч.     |
| 29                       | Ніколас Роч (IRL)          | т.с.ч.     |
| 30                       | Алехандро Валверде (ESP)   | т.с.ч.     |
| 31                       | Сергій Чернецький (RUS)    | т.с.ч.     |
| 32                       | Крістофер Юуль-Єнсен (DEN) | т.с.ч.     |
| 33                       | Джордж Беннетт (NZL)       | + 11' 49"  |
| 34                       | Фаб'ян Канчеллара (SUI)    | т.с.ч.     |
| 35                       | Рамунас Навардаускас (LTU) | + 12' 18"  |
| 36                       | Андре Кардосо (POR)        | т.с.ч.     |
| 37                       | Едуардо Сепульведа (ARG)   | т.с.ч.     |
| 38                       | Павло Кочетков (RUS)       | т.с.ч.     |
| 39                       | Стівен Крейсвейк (NED)     | т.с.ч.     |
| 40                       | Даміано Карузо (ITA)       | т.с.ч.     |
| 41                       | Андрій Грівко (UKR)        | + 13' 18"  |
| 42                       | Філіп Жильбер (BEL)        | т.с.ч.     |
| 43                       | Даніель Теклехаймано (ERI) | + 19' 20"  |
| 44                       | Георг Прайдлер (AUT)       | + 19' 37"  |
| 45                       | Патрік Тібор (SVK)         | + 20' 00"  |
| 46                       | Алексєйс Сарамотінс (LAT)  | т.с.ч.     |
| 47                       | Анасс Аїт Ель-Абдія (MAR)  | т.с.ч.     |
| 48                       | Ларс Петтер Нордхауг (NOR) | т.с.ч.     |
| 49                       | Костянтин Сівцов (BLR)     | т.с.ч.     |
| 50                       | Вегард Стаке Ланген (NOR)  | т.с.ч.     |
| 51                       | Іоанніс Тамурідіс (GRE)    | т.с.ч.     |
| 52                       | Ян Поланц (SLO)            | т.с.ч.     |
| 53                       | Хосе Коста Мендес (POR)    | т.с.ч.     |
| 54                       | Андрей Амадор (CRC)        | т.с.ч.     |
| 55                       | Майкл Вудс (CAN)           | т.с.ч.     |
| 56                       | Міхал Голась (POL)         | т.с.ч.     |
| 57                       | Симон Шпілак (SLO)         | т.с.ч.     |
| 58                       | Петр Вакоч (CZE)           | т.с.ч.     |
| 59                       | Сірі Будчарерн (LAT)       | т.с.ч.     |
| 60                       | Кріс Анкер Серенсен (DEN)  | т.с.ч.     |
| 61                       | Бахтіяр Кожатаєв (KAZ)     | т.с.ч.     |
| 62                       | Міхал Квятковський (POL)   | т.с.ч.     |
| 63                       | Алессандро Де Маркі (ITA)  | + 20' 05"  |
| Перевищення часової межі |                            |            |
| –                        | Мурілу Фішер (BRA)         | + 31' 47"  |
| –                        | Ігнатас Коноваловас (LTU)  | т.с.ч.     |

| Не фінішував | Не фінішував                    | Не фінішував |
| ------------ | ------------------------------- | ------------ |
| –            | Джонатан Кастровьєхо (ESP)      | DNF          |
| –            | Іманоль Ервіті (ESP)            | DNF          |
| –            | Йон Ісагірре (ESP)              | DNF          |
| –            | Серхіо Енао (COL)               | DNF          |
| –            | Мігель Анхель Лопес (COL)       | DNF          |
| –            | Харлінсон Пантано (COL)         | DNF          |
| –            | Рігоберто Уран (COL)            | DNF          |
| –            | Варрен Баргіль (FRA)            | DNF          |
| –            | Стів Каммінгс (GBR)             | DNF          |
| –            | Іен Стеннард (GBR)              | DNF          |
| –            | Роан Денніс (AUS)               | DNF          |
| –            | Скотт Бовден (AUS)              | DNF          |
| –            | Річі Порт (AUS)                 | DNF          |
| –            | Лауренс де Плюс (BEL)           | DNF          |
| –            | Тім Велленс (BEL)               | DNF          |
| –            | Том Дюмулен (NED)               | DNF          |
| –            | Ваут Пулс (NED)                 | DNF          |
| –            | Вінченцо Нібалі (ITA)           | DNF          |
| –            | Дієго Роза (ITA)                | DNF          |
| –            | Мікаель Альбазіні (SUI)         | DNF          |
| –            | Стів Морабіто (SUI)             | DNF          |
| –            | Сімон Гешке (GER)               | DNF          |
| –            | Максиміліан Леві (GER)          | DNF          |
| –            | Тоні Мартін (GER)               | DNF          |
| –            | Едвальд Боассон Хаген (NOR)     | DNF          |
| –            | Свен Ерік Бюстрем (NOR)         | DNF          |
| –            | Мацей Боднар (POL)              | DNF          |
| –            | Ян Барта (CZE)                  | DNF          |
| –            | Леопольд Кеніг (CZE)            | DNF          |
| –            | Зденек Штибар (CZE)             | DNF          |
| –            | Денис Костюк (UKR)              | DNF          |
| –            | Андрій Хрипта (UKR)             | DNF          |
| –            | Матей Могоріч (SLO)             | DNF          |
| –            | Гадер Мізбані (IRI)             | DNF          |
| –            | Арвін Моаземі (IRI)             | DNF          |
| –            | Самад Пурсеєді (IRI)            | DNF          |
| –            | Нелсон Олівейра (POR)           | DNF          |
| –            | Абдеррахман Мансурі (ALG)       | DNF          |
| –            | Юсеф Регігі (ALG)               | DNF          |
| –            | Штефан Деніфль (AUT)            | DNF          |
| –            | Суфіан Хадді (MAR)              | DNF          |
| –            | Моухссіне Лахсаіні (MAR)        | DNF          |
| –            | Тейлор Фінні (USA)              | DNF          |
| –            | Рейн Таарамяе (EST)             | DNF          |
| –            | Закарі Вільямс (NZL)            | DNF          |
| –            | Антуан Дюшен (CAN)              | DNF          |
| –            | Уго Уль (CAN)                   | DNF          |
| –            | Василь Кіриєнко (BLR)           | DNF          |
| –            | Кохей Утіма (JPN)               | DNF          |
| –            | Кім Ок Чхоль (KOR)              | DNF          |
| –            | Со Чун Йон (KOR)                | DNF          |
| –            | Хонатан Монсальве (VEN)         | DNF          |
| –            | Мігель Убето (VEN)              | DNF          |
| –            | Матія Квасина (CRO)             | DNF          |
| –            | Daniel Díaz (ARG)               | DNF          |
| –            | Мелані Коста (ARG)              | DNF          |
| –            | Чен Кін Лок (HKG)               | DNF          |
| –            | Хосе Луїс Родрігес Агілар (CHI) | DNF          |
| –            | Адрієн Ніоншуті (RWA)           | DNF          |
| –            | Максим Аверін (AZE)             | DNF          |
| –            | Сергій Цвєтков (ROM)            | DNF          |
| –            | Луїс Лемус (MEX)                | DNF          |
| –            | Онур Балкан (TUR)               | DNF          |
| –            | Ахмет Оркен (TUR)               | DNF          |
| –            | Клебер Рамос (BRA)              | DNF          |
| –            | Алі Нусрі (TUN)                 | DNF          |
| –            | Стефан Христов (BUL)            | DNF          |
| –            | Мануель Родас (GUA)             | DNF          |
| –            | Байрон Гуама (ECU)              | DNF          |
| –            | Іван Стевіч (SRB)               | DNF          |
| –            | Тсгабу Грмай (ETH)              | DNF          |
| –            | Дієго Мілан Хіменес (DOM)       | DNF          |
| –            | Ден Крейвен (NAM)               | DNF          |
| –            | Оскар Соліс (BOL)               | DNF          |
| –            | Кендрім Гурі (KOS)              | DNF          |
| –            | Браян Бабілонія (PUR)           | DNF          |
| –            | Юсіф Мірза (UAE)                | DNF          |
| –            | Арія Пхунсаватх (LAO)           | DNF          |
| –            | Олексій Курбатов (RUS)          | DNF          |